# Godesberg 08
Godesberg 08 (offiziell: Godesberger Fußballverein 08 e. V.) war ein Sportverein aus dem Bonner Stadtteil Bad Godesberg. Die erste Fußballmannschaft spielte 17 Jahre in der höchsten mittelrheinischen Amateurliga.

## Geschichte
Der Verein wurde im Jahre 1908 gegründet und spielte zunächst auf dem in Eigenregie auf Streuobstwiesen an der heutigen Dietrichstraße errichteten Fußballplatz. Ab 1912 nahmen die Godesberger am regulären Spielbetrieb des Westdeutschen Fußballverbandes teil. Der Sportplatz des Godesberger FV 08 wurde „Pionierplatz“ genannt, vermutlich deshalb, weil die Pioniere, die 1902 den unweiten Pionierweg anlegten, dort ihr Quartier und ihr Materialdepot gehabt hatten.
Im Jahre 1926 stieg die Mannschaft nach einem 3:1-Entscheidungsspielsieg über Germania Mülheim erstmals in die seinerzeit erstklassige 1. Bezirksklasse Rhein auf. Drei Jahre später verpassten die Godesberger die neu geschaffene Bezirksliga Rhein und mussten in die Zweitklassigkeit zurück. Nach Kriegsende gehörten die Godesberger 1947 zu den Gründungsmitgliedern der Rheinbezirksliga (ab 1950 Landesliga Mittelrhein), der höchsten Amateurliga. Dort wurde die Mannschaft 1950 Vizemeister hinter der SG Düren 99. 
Zwei Jahre später verpassten die 08er das Endspiel um die Mittelrheinmeisterschaft nach einer 0:3-Niederlage im Entscheidungsspiel gegen TuRa Bonn. Im Jahre 1956 gehörten die Godesberger zu den Gründungsmitgliedern der Verbandsliga Mittelrhein, aus der sie im Jahre 1959 nach einer 0:2-Entscheidungsspielniederlage gegen den Stolberger SV absteigen mussten. Der direkte Wiederaufstieg wurde als Vizemeister hinter TuRa Hennef verpasst.
Im Jahre 1974 kehrten die 08er nach zwei Aufstiegen in Folge in die Verbandsliga Mittelrhein zurück und verpassten vier Jahre später die Qualifikation für die neu geschaffene Oberliga Nordrhein. 1979 stiegen die Godesberger aus der Verbandsliga ab und wurden in der folgenden Spielzeit in die Bezirksliga durchgereicht. Godesberg 08 verschwand daraufhin in unteren Spielklassen, bevor der Verein 1992 aufgelöst wurde. Der im Jahre 2006 gegründete Godesberger FV 06 sieht sich als Nachfolgeverein.